# Constanze Mozart
Maria Constanze Mozart (født Weber 5. januar 1762 i Zell im Wiesental, død 6. marts 1842 i Salzburg) var en tysk-østrigsk sopran, der var gift med komponisten Wolfgang Amadeus Mozart.
Constanze var den 3. af fire døtre af Fridolin Weber (1733 – 1779) (bassanger ved hofoperaen i Mannheim) og hustru Cäcilia Stamm (1727 – 1793). Søstrene var Josepha (1758-1819), Aloysia (ca. 1760-1839) og Sophie (1763-1846); de var alle vokalt begavet. Josepha og Aloysia blev operasangere, som Mozart komponerede til. Constanze optrådte som solist i flere af Mozarts værker, og sopranpartiet i c-mol-messen var skrevet til hende. Sophie var en sæson ansat som sanger ved Burgtheater (1780-81).
Fridolin Webers halvbror var far til komponisten Carl Maria von Weber (1786-1826), der således var pigernes halvfætter.
Constanze var gift med W.A. Mozart fra 1782 til hans død i 1791. Parret fik seks børn, hvoraf kun Carl Thomas og Franz Xaver Wolfgang overlevede de tidlige barndomsår.
Hun var gift anden gang med den danske diplomat Georg Nicolaus Nissen fra 1809 til hans død i 1826. Parret boede i København 1810-1820.

## Levnedsløb
Mozart og Constanze mødtes i 1777 i Mannheim, hvor Mozart først forelskede sig i hendes søster Aloysia. Til hende skrev han arien Non so d'onde viende og lagde i den alt det, han følte. Da han sendte den til sin fader, bad han ham om, at ingen andre skulle få den. Den var kun for Aloysia. Men senere beskrev han hende i et brev til sin far som "lad, ubehøvlet, falsk...ondttænkende og en coquette", mens Constanze "er martyren blandt dem alle og måske af den grund den mest godhjertede, dygtigste og kort sagt bedste af alle". Sin tilkommende beskrev han for sin far: "Hun er ikke grim, men langtfra smuk. Hele hendes skønhed ligger i hendes to små sorte øjne og gode figur. Hun er ikke intelligent, men har nok af sund fornuft til at fylde sine pligter som hustru og mor. Hun er ikke vandt til luksus (...) fattigt klædt, da moderen bruger det lidet hun har, på de to andre." 
I efteråret 1778 var Mozart i Paris, hvor hans mor døde. På vejen hjem til Salzburg ankom han juledag München, hvor familien Weber nu boede. Han var løbet tør for penge og og måtte bo hos dem. Hans far havde ønsket ham hjem til Salzburg: "Din hele hensigt er at ruinere mig (...) Jeg håber, efter din moders død i Paris, at du ikke ville belaste din samvittighed med din fars død." I et senere brev lokkede faderen med, at Aloysia nu var flyttet til München, altså at hun ikke mere var så langt borte, hvis Mozart var i Salzburg.
Familien Weber levede nu i bedre kår, da Aloysia havde fået plads ved operaen og tjente 1.000 floriner om året mod faderens 400 floriner. Kurfyrst Karl Theodor viste hende også interesse, og hun kunne nu forestille sig en helt anden fremtid end den, en fattig musiker kunne tilbyde. Hun modtog derfor Mozart ret køligt. I Constanzes version, gengivet i Nissens biografi, satte Mozart sig til klaveret og sang: "Jeg forlader med glæde den tøs, som ikke vil ha' mig." Men fire dage senere skrev han: "Jeg har aldrig skrevet så dårligt som nu, for jeg kan ikke skrive – mit hjerte er stemt for at græde." 
I 1781 stødte Mozart igen på familien Weber, der nu var flyttet til Wien. Aloysia havde giftet sig med Lange, og Mozart omtalte hende derefter som die Langin. Selv havde han en lovende elev, Josephine von Auernhammer, som desværre forelskede sig i ham. Han beskrev hende: "Hvis en maler ville male djævelen naturtro, ville han ty til sådan et ansigt. Hun er tyk som en bondepige og sveder, så man kunne få kvalme... At se hende er nok til at gøre en blind... Man er straffet nok for den dag, hvis ens øjne uheldigvis har faldet på hende... hun er så grim, snavset og fæl." At han flygtede i armene på Constanze var sandsynligvis en ren modvægt. Men hans far mente, at han var faldet i en fælde, som fru Weber havde lagt for ham.
Mozart boede nogen tid hos den, men måtte flytte igen "på grund af folkesnakken". Tre dage før julen 1781 fik hans far at vide, at fru Weber havde opsøgt Constanzes formynder, hr. Thorwarth, og fortalt ham, at Mozart havde kompromitteret hendes datter. Thorwarth pressede Mozart til at underskrive en ægteskabskontrakt, hvori han forpligtede sig til enten at gifte sig med hende, eller betale hende 300 floriner årligt. Da Thorwarth var gået, rev Constanze kontrakten itu og erklærede, at hun stolede på Mozart. Han tiggede sin far om at godkende hans beslutning om at gifte sig med hende og gik så langt som til at tilbyde faren halvparten af alt, hvad han tjente, blot han ville give sin velsignelse til ægteskabet: "Det er nødvendigt for min egen ære, for min kære piges ære, og absolut nødvendigt for mit helbred og mit velvære. Mit hjerte er uroligt, jeg er ør i hovedet, hvordan kan man arbejde og tænke... de fleste tror, vi allerede er gift. Moren er ude af sig selv, og den stakkels pige og jeg er pint til døde." Fru Weber lod Aloysia flytte, da hun giftede sig med Lange, men så nemt skulle Constanze ikke slippe. Tværtimod ville fru Weber have datteren og Mozart boende, så de kunne forsørge hende. Mozart ville derimod have Constanze hjemmefra, ikke mindst pga. fru Webers alkoholisme. Til sidst kunne Constanze ikke holde til mere, men flyttede ind hos baronesse Waldstadten, en verdensdame med et tvivlsomt ry. Fru Weber truede med at få politiet til at hente datteren.
Nu tryglede Mozart sin far om at godkende ægteskabet, og under tvivl skrev faren, at det var i orden; men da var parret allerede gift. Selv skrev faren til baronesse Waldstadten: "Jeg havde gerne fundet mig i det ægteskab, hvis jeg ikke så en stor fejl i min søn; han er for nonchalant; han bekymrer sig for lidt; til sine tider er han også for stolt, og alle disse mennesker gør en mand uvirksom. Han er helt og holdent styret af yderligheder – altfor meget eller altfor lidt, aldrig nogen mellemting." 

### Første ægteskab
Parret blev gift den 4. august 1782. I det ni år lange ægteskab fødte Constanze seks børn, hvoraf fire kun levede i kort tid. Det tærede på kræfterne, og hun tilbragte meget tid i sygesengen og på kurophold. De flyttede 11 gange. 
17. juni 1783 kom Constanzes førstefødte til verden. Mens hun havde veer, sad Mozart i naboværelset og skrev sin vemodige d-mol-kvartet. I slutningen af juli kunne de tage til Salzburg og møde hans familie. Besøget blev en skuffelse for begge parter. Barnet var efterladt på et spædbarnshjem, hvor Mozart mente det kunne flaskes op på vand, som han selv var blevet. Constanze insisterede dog på en amme og fik sin vilje. Nogle uger efter forældrenes afrejse døde drengen af dysenteri.
Før brylluppet havde Constanze været alvorligt syg, og Mozart lovede at komponere en messe, hvis hun kom sig. Han begyndte på en messe i c-mol (K427) i vinteren 1782/83, men fuldførte den aldrig. Den 25.august næste år, mens parret opholdt sig i Salzburg, blev de færdige dele opført suppleret med tidligere værker, og Constanze sang sopran-partiet. Det kan forklare, at dele af messen er så operaagtige; for hun holdt særligt af fugaer, og sandsynligvis har hun opmuntret Mozart til at transskribere fem af Bachs fugaer fra Wohltemperiertes Klavier til strygekvartet og komponere indledninger til dem. Han begyndte også på en række fugaer for klaver, men få blev fuldført.
I sommeren 1786 ventede Constanze sit tredje barn. Økonomien var elendig på trods af succesen med operaen Figaros Bryllup, og Mozart ønskede at prøve lykken i England; han tog ligefrem timer i engelsk. Men hans far ville ikke give parret chancen til at forbedre dets situation; tværtimod skrev han opbragt til sin datter Nannerl: "Det ville ellers være kønt, de kunne rejse i ro og mag, kunne dø, kunne blive boende i England og lade mig sidde tilbage med de børn!" 
I biografier beskrives Constanze ofte som en ukærlig, troløs og en helt igennem slet person. Familiens private korrespondance tyder derimod på et kærligt forhold og et godt ægteskab. Mozart døde 5. december 1791, en måneds tid før Constanzes 30-årsdag; hun sad alene tilbage med en søn på syv år og en på fire måneder. Hun var ikke truet af overhængende gæld, men havde heller ingen indtægter og bad derfor kejser Leopold 2. om en pension. Han tilstod hende en bittelille, årlig sum.  Velgørenhedskoncerter lettede hendes situation, og dertil foretog hun sammen med søsteren Aloysia en koncertrejse til betydningsfulde musikbyer, hvor hun selv optrådte som sangerinde, nok også for at holde mindet om Mozart levende. Sine sønner sendte hun til Prag for at uddannes til musikere. 

### Andet ægteskab
Der er ingen sikker viden om, hvordan Constanze mødte sin anden ægtemand, Georg Nicolaus Nissen. Den gængse forklaring om, at Nissen lejede værelser hos hende, savner belæg. Men Constanze og Nissen havde fra ca. 1798 samme adresse, Judengasse 535 i Wien.
Nissen blev forretningsfører for hende og overtog bl.a. hendes korrespondance med musikforlag og fik sat skik på hendes økonomi. Constanze og Nissen levede sammen i mere end ti år uden at være gift. Mozarts yngste søn, Franz Xaver Wolfgang ("Wowi"), fik i Nissen en kærlig stedfar, som "Wowi" betragtede som sin far.
Den danske maler Hans Hansen besøgte parret i Wien og malede to billeder i de første år af deres samliv. Det ene er af de to drenge, Broderkærlighed, hænger nu i Mozarts fødehjem i Salzburg. Det andet er et portræt af Constanze i 40-årsalderen som en ungdommelig kvinde med en rank holdning og store øjne. En svensk diplomat, legationsråd Silverstolpe, skrev om Constanze, at der ikke var meget tilbage af den tidligere fortryllelse ved hende; så måske har Hans Hansen forskønnet hende i portrættet, som det var almindeligt på den tid.
Hans Hansen mødte sin fremtidige hustru, Henriette Lie, hos Constanze og Nissen. Hans og Henriette blev gift i 1803, og Constanze stod fadder til deres førstefødte, den senere så kendte maler Constantin Hansen ved hans dåb i Wien. (Han var født i Rom.) 
Legationsråd Silverstolpe fortæller, at Constanze og Nissen førte et muntert familieliv med middagsselskaber, koncerter og udflugter. På fødsels- eller navnedage gav de huskoncerter med musik af Mozart. Både Constanze og "Wowi" var habile musikere.
Selvom der gik mange år, før parret giftede sig, var der ingen tvivl om Nissens reelle hensigter. I 1805 skrev han til en ven, at han ville gifte sig, når han rejste fra Wien. Han beskrev Constanze som et godt parti, af familie, Mozarts enke og tilmed den bedste person, som han nogensinde havde mødt.
Constanze og Nissen blev viet den 26. juni 1809 i domkirken i Bratislava. De var flygtet, da Napoleons tropper var på vej mod Wien.
Nissen blev hjemkaldt i 1810, og parret flyttede til København. De boede først i Købmagergade, men i 1812 købte Nissen for Constanzes penge ejendommen på hjørnet af Lavendelstræde og Hestemøllestræde, der både tjente til bolig og til udlejning. Der er opsat en mindeplade på ejendommen, der i dag huser en fogedret under Københavns Byret.
I 1810 var Mozarts musik kendt i København. Teaterdirektionen forsinkede "Don Giovanni", fordi slutscenen kunne fremme troen på spøgelser. Søren Kierkegaard blev meget begejstret for operaen. Mozarts orkester- og kammermusik blev spillet uden forbehold, og Constanze tog flittigt del i det københavnske musikliv. Hun, der havde hørt så megen god musik især fra mesterens egen hånd, blev betragtet som en autoritet i musik.
C.E.F. Weyse kunne fx glæde sig over et brev fra Constanze. Hun skrev, at næst efter Mozart opfyldte kun Weyse hendes musikalske ønsker.
I 1819 kom "Wowi" på besøg i Danmark fra Lemberg (nu Lviv i Ukraine), hvor han boede. Han, Constanze og Nissen tilbragte sommeren på Fredensborg Slot, hvor Nissen havde lejet en sommerbolig. For at skaffe penge til den videre rejse arrangeredes en koncert i Det Kongelige Teater med deltagelse af Det Kongelige Kapel og sangere fra teatret. Programmet bestod dels af ouverturen til "Tryllefløjten" og uddrag af "Cosi fan tutte", dels af et par af "Wowi"s egne klaverkompositioner. Koncerten gav et tilfredsstillende overskud på 100 rigsdaler.
Fra 1820 til 1824 foretog parret længere rejser til Tyskland og Italien, før de i august 1824 slog sig ned i Salzburg. Her begyndte Nissen og Constanze at nedskrive den første større biografi om Wolfgang Amadeus Mozart på grundlag af familien Mozarts korrespondance. Constanze havde tilintetgjort en del breve fra Leopold Mozart, der var mod sønnens forbindelse med hende. Nissen døde i 1826, før arbejdet var afsluttet.
Mozartbiografien blev udgivet i 1828 af Constanze i samarbejde med lægen Johann Heinrich Feuerstein og Berlins generalmusikdirektør Gaspare Spontini og udkom hos Breitkopf & Härtel i Leipzig. Den var dediceret til dronning Marie. 
Constanze tilbragte sine sidste år i Salzburg, nu som Constanze, Wittwe von Nissen, früher Wittwe von Mozart ("Constanze, Nissens enke, tidligere Mozarts enke"). Hun ligger begravet i Salzburg ved siden af Georg Nissen.

## Efterkommere
I ægteskabet med Mozart fødte Constanze seks børn: 
- Raimund Leopold (17. juni 1783 – 19. august 1783)
- Carl Thomas (21. september 1784 i Wien – 31. oktober 1858 i Milano) blev regnskabsfører
- Johann Thomas Leopold (18. oktober 1786 – 15. november 1786)
- Theresia Constanzia Adelheid Friedericke Maria Anna (27. december 1787 – 29. juni 1788)
- Anna Maria (16. november 1789 – 16. november 1789)
- Franz Xaver Wolfgang (26. juli 1791 i Wien – 29. juli 1844) i Karlsbad blev musiklærer

## Fotografiet fra Altötting
I 1950’erne blev der præsenteret et daguerreotypi fra oktober 1840, hvor man angiveligt ser enkefru Mozart til venstre under et besøg hos komponisten Max Keller i Altötting i Bayern. Imidlertid var hun meget medtaget af arthritis på den tid, og kunne umuligt have foretaget rejsen. Keller havde hun ikke haft kontakt med efter 1826; og i øvrigt var det ikke muligt at tage udendørs billeder så tidligt som i 1840, da linser til det brug endnu ikke var opfundet. 

## Fodnoter
1. ↑  "Constanze Mozart". Gravsted.dk. Hentet 7. marts 2025.
2. ↑  Børge Qvamme: Mozart, s. 71
3. ↑  Børge Qvamme: Mozart, s. 102
4. ↑  Børge Qvamme: Mozart, s. 82
5. ↑  Børge Qvamme: Mozart (s. 101-2)
6. ↑  Letters of Wolfgang Amadeus Mozart af Wolfgang Amadeus Mozart, oversat til engelsk af Hans Mersmann
7. ↑  Børge Qvamme: Mozart. s. 102-7
8. 1 2  Mozart – the forgotten Danish connection – The Post
9. ↑  Børge Qvamme: Mozart, s. 113
10. ↑  Børge Qvamme: Mozart, s. 112
11. ↑  Børge Qvamme: Mozart, s. 124
12. ↑  Dear Constanze | Music | The Guardian
13. ↑  "Gesa Finke: DIE KOMPONISTENWITWE CONSTANZE MOZART | Online Merker". Arkiveret fra originalen 1. december 2017. Hentet 28. november 2017.
14. ↑  Birgitte B. Johannsen, Leo Swane. "Constantin Hansen". Dansk Biografisk Leksikon (lex.dk online udgave). Hentet 28. november 2017.
15. ↑  "Who is Buried in the Mozart Family Grave? - Salzburg Sideways : Salzburg Sideways". Arkiveret fra originalen 1. december 2017. Hentet 28. november 2017.
16. ↑  "Constanze Weber (Mozart) b. 5 January 1762 d. 6 March 1842 - Rodovid EN". Arkiveret fra originalen 15. april 2013. Hentet 15. april 2013.
17. ↑  Photo of Mozart's wife a hoax - latimes